# Maesa ziroensis
Maesa ziroensis är en viveväxtart som beskrevs av G.S. Giri och G.D. Pal. Maesa ziroensis ingår i släktet Maesa och familjen viveväxter. Inga underarter finns listade i Catalogue of Life.